# Aricia chinensis
Aricia chinensis is een vlinder uit de familie van de Lycaenidae. De wetenschappelijke naam van de soort is voor het eerst geldig gepubliceerd in 1874 door Murray. De soort komt voor in Centraal-Azië, Mongolië, China en Korea.

## Ondersoorten
- Aricia chinensis chinensis
- Aricia chinensis myrmecias (Christoph, 1877)
- Aricia chinensis sibiricana (Kozhanchikov, 1928)